# Veladyris
Genre
Veladyris est un genre d'insectes lépidoptères (papillons) de la famille des Nymphalidae et de la sous-famille des Danainae.

## Dénomination
Le genre Veladyris a été nommé par Richard Middleton Fox (d) en 1945. 

## Liste d'espèces
Selon BioLib (28 décembre 2020) :
- Veladyris electrea (Brabant, 2004)
- Veladyris pardalis (Salvin, 1869) - qui réside le long de la côte Pacifique de l'Amérique du Sud